# Champions Trophy mannen 2014
De 35ste editie van de Champions Trophy hockey werd gehouden van 6 tot en met 14 december 2014 in Bhubaneswar, India. De Champions Trophy wordt sinds 2012 om de twee jaar gehouden.
De kwartfinales verliepen erg verrassend, alle nummers drie en vier uit de beide poules gingen ten koste van de nummers een en twee door naar de halve finale. In de halve finale versloeg Pakistan aartsrivaal en thuisland India, een wedstrijd waarbij de emoties hoog opliepen. In de finale verloor Pakistan echter van Duitsland, dat daarmee de Champions Trophy won.

## Geplaatste landen
| Data                                               | Toernooi                                           | Locatie                                            | Quotas | Gekwalificeerde teams               |
| -------------------------------------------------- | -------------------------------------------------- | -------------------------------------------------- | ------ | ----------------------------------- |
| Gastland                                           | Gastland                                           | Gastland                                           | 1      | India                               |
| 1-9 december 2012                                  | Champions Trophy mannen 2012                       | Melbourne, Australië                               | 4      | Australië Nederland Pakistan België |
| 24 november – 2 december 2012                      | Champions Challenge 2012                           | Quilmes, Argentinië                                | 1      | Argentinië                          |
| Genomineerd door het uitvoerend bestuur van de FIH | Genomineerd door het uitvoerend bestuur van de FIH | Genomineerd door het uitvoerend bestuur van de FIH | 2      | Duitsland Engeland                  |
| Totaal                                             | Totaal                                             | Totaal                                             | 8      |                                     |

## Scheidsrechters
- Chen Dekang
- Eduardo Lizana
- Fernando Gómez
- Gareth Greenfield
- Andrew Kennedy

- Deon Nel
- Raghu Prasad
- Coen van Bunge
- Paco Vázquez
- Peter Wright

## Groepsfase
Alle acht de landen gaan door naar de kwartfinales.

### Groep A
| Team      | Gsp | Gw | G | V | DV | DT | DS  | Pnt |
| --------- | --- | -- | - | - | -- | -- | --- | --- |
| Engeland  | 3   | 2  | 1 | 0 | 12 | 4  | +8  | 7   |
| België    | 3   | 1  | 2 | 0 | 7  | 6  | +1  | 5   |
| Australië | 3   | 1  | 1 | 1 | 8  | 7  | +1  | 4   |
| Pakistan  | 3   | 0  | 0 | 3 | 3  | 13 | −10 | 0   |

### Groep B
| Team       | Gsp | Gw | G | V | DV | DT | DS | Pnt |
| ---------- | --- | -- | - | - | -- | -- | -- | --- |
| Nederland  | 3   | 2  | 0 | 1 | 9  | 4  | +5 | 6   |
| Argentinië | 3   | 2  | 0 | 1 | 7  | 5  | +2 | 6   |
| India      | 3   | 1  | 0 | 2 | 5  | 7  | −2 | 3   |
| Duitsland  | 3   | 1  | 0 | 2 | 2  | 7  | −5 | 3   |

## Knock-outfase

### Kwartfinales
| 11 december                                  |       | |                                                            |
| Nederland                                    | 2 – 4 | Pakistan                                                                                              | Scheidsrechters: Eduardo Lizana (ESP) Andrew Kennedy (ENG) |
| Jeroen Hertzberger 5' Constantijn Jonker 39' |       | 16' (sc) Muhammad Umar Bhutta 30' (sc) Muhammad Imran 51' (sc) Muhammad Irfan 52' (sc) Muhammad Irfan | Scheidsrechters: Eduardo Lizana (ESP) Andrew Kennedy (ENG) |

| 11 december |       |           |  |
| Argentinië  | 2 – 4 | Australië |  |
|             |       |           |  |

| 11 december 17:15 |       |                                             |                                                        |
| Engeland          | 0 – 2 | Duitsland                                   | Scheidsrechters: Raghu Prasad (IND) Paco Vasquez (ESP) |
|                   |       | 30' (sc) Moritz Fürste 58' Christopher Rühr | Scheidsrechters: Raghu Prasad (IND) Paco Vasquez (ESP) |

| 11 december |       |       |  |
| België      | 2 – 4 | India |  |
|             |       |       |  |

### Crossover 5 t/m 8
| 13 december                        |       |                                                                                   |  |
| België                             | 2 – 2 | Nederland                                                                         |  |
| Tom Boon 49' John-John Dohmen 60'  |       | 11' Jeroen Hertzberger 30' (sc) Sander Baart                                      |  |
| Shoot-out                          |       |                                                                                   |  |
| Denayer Cosyns Van Doren Van Aubel | 2 – 4 | Jeroen Hertzberger Robbert Kemperman Seve van Ass Sander Baart/Jeroen Hertzberger |  |

| 13 december |       |            |  |
| Engeland    | 1 – 2 | Argentinië |  |
|             |       |            |  |

### Halve finale
| 13 december                                       |       |                                               |                                                         |
| Duitsland                                         | 3 – 2 | Australië                                     | Scheidsrechters: Andrew Kennedy (ENG) Dekang Chen (CHN) |
| Timur Oruz 5' Mats Grambusch 9' Florian Fuchs 31' |       | 34' (sc) Chris Ciriello 42' (sc) Nick Budgeon | Scheidsrechters: Andrew Kennedy (ENG) Dekang Chen (CHN) |

| 13 december |       |          |  |
| India       | 3 – 4 | Pakistan |  |
|             |       |          |  |

### Wedstrijd om 7e plaats
| 14 december |       |          |  |
| België      | 2 – 3 | Engeland |  |
|             |       |          |  |

### Wedstrijd om 5e plaats
| 14 december                                                                                             |       |                     |  |
| Nederland                                                                                               | 4 – 1 | Argentinië          |  |
| Mink van der Weerden (sc) 47' Jeroen Hertzberger 55' Constantijn Jonker 57' Jeroen Hertzberger (sb) 58' |       | 19' Mathías Paredes |  |

### Troostfinale
| 14 december |       |       |  |
| Australië   | 2 – 1 | India |  |
|             |       |       |  |

### Finale
| 14 december 19:30                        |       |          |                                                          |
| Duitsland                                | 2 – 0 | Pakistan | Scheidsrechters: Paco Vasquez (ESP) Coen van Bunge (NED) |
| Christopher Wesley 18' Florian Fuchs 57' |       |          | Scheidsrechters: Paco Vasquez (ESP) Coen van Bunge (NED) |

## Eindstand
1. Duitsland
2. Pakistan
3. Australië
4. India
5. Nederland
6. Argentinië
7. Engeland
8. België

## Ereprijzen
| Beste speler  | Grootste talent | Beste doelman      |
| ------------- | --------------- | ------------------ |
| Moritz Fürste | Akashdeep Singh | Sreejesh Ravindran |

Mannen:
Lahore 1978 ·
Karachi 1980 ·
Karachi 1981 ·
Amstelveen 1982 ·
Karachi 1983 ·
Karachi 1984 ·
Perth 1985 ·
Karachi 1986 ·
Amstelveen 1987 ·
Lahore 1988 ·
Berlijn 1989 ·
Melbourne 1990 ·
Berlijn 1991 ·
Karachi 1992 ·
Kuala Lumpur 1993 ·
Lahore 1994 ·
Berlijn 1995 ·
Chennai 1996 ·
Adelaide 1997 ·
Lahore 1998 ·
Brisbane 1999 ·
Amstelveen 2000 ·
Rotterdam 2001 ·
Keulen 2002 ·
Amstelveen 2003 ·
Lahore 2004 ·
Chennai 2005 ·
Barcelona 2006 ·
Kuala Lumpur 2007 ·
Rotterdam 2008 ·
Melbourne 2009 ·
Mönchengladbach 2010 ·
Auckland 2011 ·
Melbourne 2012 ·
Bhubaneswar 2014 ·
Londen 2016 ·
Breda 2018
Vrouwen:
Amstelveen 1987 ·
Frankfurt 1989 ·
Berlijn 1991 ·
Amstelveen 1993 ·
Mar del Plata 1995 ·
Berlijn 1997 ·
Brisbane 1999 ·
Amstelveen 2000 ·
Amstelveen 2001 ·
Macau 2002 ·
Sydney 2003 ·
Rosario 2004 ·
Canberra 2005 ·
Amstelveen 2006 ·
Quilmes 2007 ·
Mönchengladbach 2008 ·
Melbourne 2009 ·
Nottingham 2010 ·
Amstelveen 2011 ·
Rosario 2012 ·
Mendoza 2014 ·
Londen 2016 ·
Changzhou 2018